# Décret relatif aux mesures à prendre contre les rebelles de Vendée
Le décret relatif aux mesures à prendre contre les rebelles de Vendée, dit aussi parfois loi du 1er août 1793 ou loi d'anéantissement de la Vendée est un acte législatif voté le 1er août 1793 par la Convention nationale, pendant la période appelée « la Terreur » durant la Révolution française.

## Discours de Barère
Présidence de Danton. Suite du rapport fait au nom du comité de salut public, dans la séance du 1er août 1793, par Barère.

« Envisageons nos malheurs avec sang-froid, et défendons-nous avec courage.
Au dehors, Mayence, Condé et Valenciennes sont livrés à nos insolents ennemis.
Au dedans, la Vendée, le royalisme, les Capet et les étrangers leur préparent de nouveaux triomphes.
Au dehors, il faut de nouvelles dispositions relativement aux armées de la Moselle et du Rhin ; elles sont délibérées par le comité dans un arrêté secret pris hier au soir.
Quant à la suite des événements de Valenciennes, les mesures qui doivent être connues de l'assemblée se réduisent a former un camp intermédiaire ; des troupes réglées considérables et des forces de réquisition vont former des camps entre Paris et l'armée du Nord. Il faut couvrir une cité qui a tant fait pour la liberté dont elle est le théâtre ; il faut défendre une cité qui est l'objet des calomnies des fédéralistes, de la haine des aristocrates et de la colère des tyrans ; il faut protéger le centre des communications, la résidence de la première des autorités publiques, le foyer de la révolution, le réservoir de la fortune publique et le lieu de tous les établissements nationaux.
Il faut enfin y contenir les malveillants, y comprimer les aristocrates, y rechercher les traîtres, et empêcher, par l'énergie républicaine, le royalisme d'entretenir ses intelligences avec les corrupteurs de Condé et de Valenciennes, dont ils ne furent jamais les vainqueurs.
Après avoir pourvu à l'établissement de ce camp intermédiaire, nous nous sommes occupés de l'armée du Nord.
Kilmaine a été nommé pour la commander en chef. Kilmaine a des motifs qui le portent à ne pas accepter cet honneur.
Le comité, de concert avec le conseil exécutif, a pensé que Houchard, connu par son patriotisme et son dévouement à la république, était propre à commander l'armée du Nord. Il est républicain ; il a la confiance du soldat. Cambrai est le poste le plus périlleux. Le camp de Paillencourt l'attend ; et l'armée de la Moselle, dont la prise de Mayence a changé les opérations, fera le sacrifice de son attachement pour ce chef estimable à la cause de la république.
Le général de brigade Ferrière prendra la place de Houchard à la tête de l'armée de la Moselle. Ces deux nominations doivent être approuvées par vous. (Cette approbation est décrétée.)
Une autre mesure relative à Valenciennes a été décrétée hier : c'est l'envoi de quatre nouveaux commissaires à Cambrai. [...]
Après avoir disposé la défense extérieure, rentrons dans ces malheureux départements dont la gangrène politique menace de dévorer et d'anéantir la liberté. Nous aurons la paix le jour que l'intérieur sera paisible, que les rebelles seront soumis, que les brigands seront exterminés. Les conquêtes et les perfidies des puissances étrangères seront nulles le jour que le département de la Vendée aura perdu son infâme dénomination et sa population parricide et coupable. Plus de Vendée, plus de royauté ; plus de Vendée, plus d'aristocratie ; plus de Vendée, et les ennemis de la république ont disparu.
Les événements de Mayence nous renvoient des garnisons longtemps exercées dans l'art des combats ; c'est une réserve de troupes exercées que les tyrans ne croyaient pas disposer pour la Vendée. Eh bien! c'est nous qui en disposerons sur-le-champ. Les ordres sont déjà donnes, en pressentant vos intentions d'après nos besoins ; mais, pour les accélérer, il faut un acte de votre volonté ; pour les exécuter il faut 3 millions. Que sont les dépenses faites pour la liberté ? Ce sont des trésors placés à une usure énorme. La liberté rendit toujours plus qu'on ne lui donna ; c'est un débiteur prodigue pour les créanciers audacieux, énergiques, qui lui confient leurs capitaux et leurs espérances.
Ordonnez que cette garnison se rendra en poste dans les forêts de la Vendée : l'honneur français les appelle ; le salut de la république leur commande ; et le retour de Mayence ne sera pas sans gloire, alors que la Vendée aura été détruite. (Cette proposition a été décrétée.)
Mais quelles mesures exécutera cette nouvelle armée, jointe à celle dont les revers accusent l'indiscipline ou la mollesse ? quelle sera sa destination? Ira-t-elle faire une lente guerre de tactique, ou une invasion hardie? Ah ! c'est moins du talent militaire que de l'audace révolutionnaire que ce genre de guerre exige des défenseurs de la patrie. La victoire est ici pour le plus courageux, et non pour le plus savant ; elle est pour le républicain plus que pour le tacticien. Que les soldats de la république pensent qu'ils attaquent de lâches brigands et des fanatiques imbécilles ; qu'ils pensent à la république, et la victoire est à eux.
Ici le comité, d'après votre autorisation, a préparé des mesures qui tendent à exterminer cette race rebelle, à faire disparaître leurs repaires, à incendier leurs forêts, à couper leurs récoltes, et à les combattre autant par des ouvriers et des pionniers que par des soldats. C'est dans les plaies gangreneuses que la médecine porte le fer et le feu. C'est à Mortagne, à Cholet, a Chemillé, que la médecine politique doit employer les mêmes moyens et les mêmes remèdes.
L'humanité ne se plaindra point : les vieillards, les femmes, les enfants seront traités avec les égards exigés par la nature et la société.
L'humanité ne se plaindra pas : c'est faire son bien que d'extirper le mal ; c'est être bienfaisant pour la patrie que de punir les rebelles. Qui pourrait demander grâce pour des parricides?
Louvois fut accusé par l'histoire d'avoir incendié le Palatinat, et Louvois devait être accusé ; il travaillait pour le despotisme, il saccageait pour des tyrans.
Le Palatinat de la république, c'est la Vendée; et la liberté, qui cette fois dirigera le burin de l'histoire, louera votre courageuse résolution, parce que vous aurez sévi pour assurer les droits de l'homme, et que vous aurez travaillé à extirper les deux plus grandes maladies des nations, le fanatisme religieux et la superstition royale.
Nous vous proposons de décréter les mesures que le comité a prises contre les rebelles de la Vendée ; et c'est ainsi que l'autorité nationale, sanctionnant de violentes mesures militaires, portera l'effroi dans ces repaires de brigands et dans les demeures des royalistes.
C'est à vous de dénoncer ensuite aux divers peuples, et même au peuple anglais, les manœuvres lâches, perfides et atroces de son gouvernement. C'est à vous de dénoncer au monde cette nouvelle tactique de forfaits et de crimes, ajoutée par Pitt au fléau de la guerre, cette corruption infâme introduite par ce ministre jusque dans le sanctuaire des lois, dans les camps, dans les cités, et dans les communications franches du commerce et de l'hospitalité.
Que Pitt et ses complices méprisent, s'ils le peuvent, cet arrêt de l'opinion de leur siècle : il est un tribunal incorruptible et sévère auquel il n'échappera pas, même de son vivant, si c'est vivre que de corrompre ; il est un tribunal inexorable placé au-dessus des rois et des ministres, qui les flétrit ou les absout.
Que le peuple anglais ouvre enfin les yeux sur les étranges et atroces maximes de son gouvernement, et qu'il tremble : et si, dans ce moment de révolution et du délire des rois, des peuples aveuglés ou asservis n'entendent pas notre juste et inévitable dénonciation, un jour les peuples de l'Europe, effrayés de la tyrannie commerciale, du despotisme politique et de la corruption extrême du gouvernement anglais ; un jour les peuples, coalisés par le besoin général de la liberté, comme les rois le sont par leurs crimes commis envers l'humanité ; les peuples du continent, fatigués de cette oppression insulaire et de cette tyrannie navale, réaliseront le vœu de Caton : la Carthage moderne sera détruite. Que fera-t-elle, alors que toutes les nations européennes, éclairées enfin sur cet accaparement de richesses, sur ce privilège exclusif de commerce, sur ce monopole d'une apparente liberté politique qui fuit depuis si longtemps l'Angleterre, s'écrieront : Brisons le sceptre de cette reine des mers! qu'elles soient libres enfin, comme les terres!
En attendant que ce vœu des hommes libres se réalise, chassons les Anglais de notre territoire.
Depuis l'origine de la révolution nous n'avons cessé de les accueillir avec confiance ; plusieurs d'entre eux en ont atrocement abusé. Chassons-les aujourd'hui, mais arrêtons les suspects et punissons les coupables : les étrangers, violant les droits de l'hospitalité, sont entrés dans le terrible domaine de la loi révolutionnaire.
Les représailles furent toujours un droit de la guerre ; les Anglais ont chassé les Français de leur île, et n'ont donné asile et protection qu'aux émigrés et aux rebelles ; ce sont les Anglais qui viennent de former deux régiments de gardes nationales avec des émigrés, comme pour profaner et avilir le costume de notre liberté, ou pour tenter, en les envoyant dans les armées combinées, de tromper nos troupes par la ressemblance du costume militaire et du langage. Votre comité sait qu'on a préparé une loi sur les étrangers : mais peut-être ne s'est-on pas occupé de distinguer les Anglais de tous les autres ; les notes trouvées dans le portefeuille vous commandent plus de précaution et de sévérité contre ces émissaires corrupteurs d'un ministre corrompu.
Les voilà donc, ces défenseurs si ardents de la liberté, qui viennent au milieu de nous pour violer les droits de l'hospitalité nationale, restaurer le royalisme, et ramasser les débris du trône ! Ici une vérité doit être publiée et doit retentir à l'oreille de tous les hommes qui sont attachés au sol qui les a vus naitre et qui les nourrit ; je ne leur demande même d'autre patriotisme que celui des sauvages qui affrontent la mort pour conserver des terres incultes.
On cherche à détruire la république en assassinant, en décourageant, en diffamant, en calomniant les patriotes républicains ; ce sont ces hommes courageux qu'on veut abattre, comme si les principes républicains n'avaient pas déjà germé dans le cœur de tous les hommes honnêtes et qui ne sont pas insensibles au courage et à la vertu ; car la liberté ne peut convenir aux âmes lâches et corrompues.
Français, prenez-garde : vos législateurs font de grands efforts ; leur courage a besoin de renaître tous les jours pour achever l'édifice de la république ; et dans dix jours il est consolidé, il est l'ouvrage de la nation ; il a une existence politique, une durée certaine, et la voix tonnante du peuple renversera tous les ennemis de cette constitution. Nous sommes donc au moment de voir l'ordre renaître, le règne des lois va commencer; la politique jouira de la stabilité nécessaire, et vous pourrez enfin respirer.
Si, au contraire, on pouvait parvenir à détruire les fondations de la république, ou à décourager les républicains, que vous reste-t-il ? Trois ou quatre factions royales divisant les citoyens, déchirant les familles, dévorant les départements, fédéralisant les divisions territoriales, et les puissances étrangères triomphantes au milieu de tant de crimes et de factions diverses, pour vous déshonorer, vous égorger ou vous asservir, comme les Polonais, dignes d'un meilleur sort.
L'une de ces factions, avec l'Espagne et quelques nobles, voudra de la régence d'un frère de notre ancien tyran.
Une autre, avec de misérables intrigues, excitera l'ambition d'une autre branche de Capet.
Une troisième reportera, avec l'Autriche, ses espérances vers un enfant.
Une dernière, atroce, avare, corruptrice et aussi politique qu'immorale, se liguera dans le Nord, pour rappeler à la France qu'un Anglais déshonora jadis le sol français en usurpant son trône.
C'est ainsi qu'en s'éloignant de la république, ce qui restera de bien vil, de bien lâche, de bien égoïste parmi les Français, ne se battra plus que pour le choix d'un maître, d'un tyran, et demandera à genoux aux puissances étrangères de quelle famille, ou plutôt de quel métal elles veulent leur faire un roi.
Loin de nous, citoyens, un aussi profond avilissement ! Dans dix jours la république est établie par le peuple, et tous les Tarquin doivent disparaître.
Nous vous proposons de déporter loin des terres de la république tous les Capet, en exceptant ceux que le glaive de la loi peut atteindre et les deux rejetons de Louis le conspirateur : ce sont là des otages pour la république.
Ici s'applique la loi de l'égalité. Ce n'est pas à des républicains à maintenir ou à tolérer les différences que la superstition du trône avait établies. Les deux enfants seront réduits à ce qui est nécessaire pour leur nourriture et l'entretien de deux individus. Le trésor public ne se dissipera plus pour des êtres qu'on crut trop longtemps privilégiés.
Mais derrière eux se cache une femme qui a été la cause de tous les maux de la France, et dont la participation à tous les projets conspirateurs et contre-révolutionnaires est connue depuis longtemps. C'est elle qui a aggravé par ses déprédations le dévorant traité de 1756 ; c'est elle qui a pompé la substance du peuple dans le trésor public, ouvert à l'Autriche ; c'est elle qui, depuis le 4 mai 1789 jusqu'au 10 août 1792, ne respira que pour l'anéantissement des droits de la nation ; c'est elle qui prépara la fuite de Varennes, et qui alimenta les cours de toute sa haine contre la France. C'est à l'accusateur public à rechercher toutes les preuves de ses crimes. La justice nationale réclame ses droits sur elle, et c'est au tribunal des conspirateurs qu'elle doit être renvoyée. Ce n'est qu'en extirpant toutes les racines de la royauté, que nous verrons la liberté prospérer sur le sol de la république. Ce n'est qu'en frappant l'Autrichienne que vous ferez sentir a François, à Georges, à Charles et à Guillaume les crimes de leurs ministres et de leurs armées.
Une dernière mesure, qui tient à la révolution, tend à augmenter le patrimoine public des biens de ceux que vous avez mis hors de la loi. En les déclarant traîtres à la patrie, vous avez rendu un jugement ; la confiscation est une suite de ce jugement, et le comité a pensé que vous deviez la prononcer. Le temps de la révolution est celui de la justice sévère : le fondement des républiques commence par la vertu inflexible de Brutus.
Enfin, il a pensé que, pour célébrer la journée du 10 août qui a abattu le trône, il fallait, dans le jour anniversaire, détruire les mausolées fastueux qui sont à Saint-Denis. Dans la monarchie, les tombeaux même avaient appris à flatter les rois. L'orgueil et le faste royal ne pouvaient s'adoucir sur ce théâtre de la mort ; et les porte-sceptre, qui ont fait tant de maux à la France et à l'humanité, semblent encore dans la tombe s'enorgueillir d'une grandeur évanouie. La main puissante de la république doit effacer impitoyablement ces épitaphes superbes, et démolir ces mausolées qui rappelleraient encore des rois l'effrayant souvenir.
(Toutes ces propositions ont été décrétées.) Citoyens, voilà les mesures que les circonstances commandent. Le zèle des républicains, le courage des armées, le patriotisme des départements fidèles à la voix de la patrie entendront le tocsin que la liberté va sonner le 10 août à Cambrai, à Landau, à Perpignan, à Bayonne et dans la Vendée. Ah ! comme la république serait sauvée, si tous les Français savaient combien est délicieux le nom de patrie! »

## Texte de la loi
Décret relatif aux Mesures à prendre contre les Rebelles de la Vendée du 1er août 1793
- Article 1er. Le ministre de la guerre donnera sur-le-champ les ordres nécessaires pour que la garnison de Mayence soit transportée en poste dans la Vendée. Il sera mis à cet effet à la disposition du ministre de la guerre, trois millions pour l'exécution de cette mesure.
- Article 2. Il sera procédé à l'épurement de l'état-major et des commissaires des guerres de l'armée des Côtes de la Rochelle, pour leur substituer des officiers généraux et des commissaires d'un patriotisme prononcé.
- Article 3. Les généraux de l'armée des Côtes de la Rochelle tiendront la main à l'exécution rigoureuse des lois rendues contre les déserteurs, les fuyards, les traîtres et ceux qui jettent les armes et vendent leurs habits.
- Article 4. L'organisation des compagnies des pionniers et des ouvriers sera accélérée ; ils seront choisis dans les communes les plus patriotes.
- Article 5. Les généraux feront un choix pour former des corps de tirailleurs et de chasseurs intrépides.
- Article 6. Il sera envoyé par le ministre de la guerre des matières combustibles de toute espèce pour incendier les bois, les taillis et les genêts.
- Article 7. Les forêts seront abattues; les repaires des rebelles seront détruits; les récoltes seront coupées par les compagnies d'ouvriers, pour être portées sur les derrières de l'armée, et les bestiaux seront saisis.
- Article 8. Les femmes, les enfants et les vieillards seront conduits dans l'intérieur. Il sera pourvu à leur subsistance et à leur sûreté, avec tous les égards dus à l'humanité.
- Article 9. Il sera pris des mesures par le ministre de la guerre, pour préparer tous les approvisionnements d'armes et de munitions de guerre et de bouche de l'armée qui, à une époque prochaine, fera un mouvement général sur les rebelles.
- Article 10. Aussitôt que les approvisionnements seront faits, que l'armée sera réorganisée, et qu'elle sera prête à marcher sur la Vendée, les représentants du peuple concerteront avec les administrations des départements circonvoisins qui se sont maintenus dans les bons principes, pour faire sonner le tocsin dans toutes les municipalités environnantes, et faire marcher sur les rebelles les citoyens depuis l'âge de seize ans jusqu'à celui de soixante.
- Article 11. La loi qui expulse les femmes de l'armée, sera rigoureusement exécutée : les généraux en demeurent responsables.
- Article 12. Les représentants du peuple, les généraux veilleront à ce que les voitures d'équipage à la suite de l'armée soient réduites au moindre nombre possible, et ne soient employées qu'au transport des effets et des matières strictement nécessaires.
- Article 13. Les généraux n'emploieront désormais pour mot d'ordre que des expressions patriotiques et que les noms des anciens républicains ou des martyrs de la liberté, et dans aucun cas le nom d'aucune personne vivante.
- Article 14. Les biens des rebelles de la Vendée sont déclarés appartenir à la république; il en sera distrait une portion pour indemniser les citoyens qui sont demeurés fidèles à la patrie, des pertes qu'ils auroient souffertes.
- Article 15. Le présent décret sera envoyé sur-le-champ au conseil exécutif, au ministre de la guerre et aux représentans du peuple près l'armée des Côtes de la Rochelle[3].